# Alfa Romeo C38
El Alfa Romeo C38 fue un monoplaza de Fórmula 1 diseñado por Alfa Romeo Racing para competir en la temporada 2019. La unidad de potencia, el sistema de transmisión de ocho velocidades y el sistema de recuperación de energía son de Ferrari. El coche fue conducido por Kimi Räikkönen, que hizo su debut en la escudería italiana tras estar 5 años con Ferrari, y por Antonio Giovinazzi, que regresó a la máxima categoría tras participar en los dos primeros Grandes Premios en 2017.

## Resultados
(Clave) (negrita indica pole position) (cursiva indica vuelta rápida)

| Año     | Motor            | Neu. | N.º | Pilotos            | 1   | 2   | 3   | 4   | 5   | 6   | 7   | 8   | 9   | 10  | 11  | 12  | 13  | 14  | 15  | 16  | 17  | 18  | 19  | 20  | 21  | Puntos | Pos. |
| ------- | ---------------- | ---- | --- | ------------------ | --- | --- | --- | --- | --- | --- | --- | --- | --- | --- | --- | --- | --- | --- | --- | --- | --- | --- | --- | --- | --- | ------ | ---- |
| 2019    | Ferrari 064 V6 t | P    |     |                    | AUS | BHR | CHN | AZE | ESP | MON | CAN | FRA | AUT | GBR | GER | HUN | BEL | ITA | SIN | RUS | JPN | MEX | USA | BRA | ABU | 57     | 8.º  |
| 2019    | Ferrari 064 V6 t | P    | 7   | Kimi Räikkönen     | 8   | 7   | 9   | 10  | 14  | 17  | 15  | 7   | 9   | 8   | 12  | 7   | 16  | 15  | Ret | 13  | 12  | Ret | 11  | 4   | 13  | 57     | 8.º  |
| 2019    | Ferrari 064 V6 t | P    | 99  | Antonio Giovinazzi | 15  | 11  | 15  | 12  | 16  | 19  | 13  | 16  | 10  | Ret | 13  | 18  | 18† | 9   | 10  | 15  | 14  | 14  | 14  | 5   | 16  | 57     | 8.º  |
| Fuente: |                  |      |     |                    |     |     |     |     |     |     |     |     |     |     |     |     |     |     |     |     |     |     |     |     |     |        |      |